# Pharsalia matangensis
Pharsalia matangensis är en skalbaggsart som beskrevs av Stefan von Breuning 1958. Pharsalia matangensis ingår i släktet Pharsalia och familjen långhorningar. Inga underarter finns listade i Catalogue of Life.